# خربة رأس الدالية
خربة رأس الدالية الاسم التوراتي (داليت) تقع في فلسطين على بعد حوالي 7 كيلو متر من إلى الجنوب الشرقي من مطار اللد. تبلغ مساحتها حوالي 4 هكتار وقد كانت مأهولة بالسكان خلال المراحل الثلاث الأولى من العصر البرونزي القديم ومحصنة فقط خلال المرحلة الثانية منه.